# Міністерство державної безпеки КНР
Міністерство державної безпеки КНР, МДБ (кит.: 国家安全部; піньїнь: Guójiā Ānquánbù) — спецслужба внутрішньої і зовнішньої розвідки Китайської Народної Республіки.

## Історія

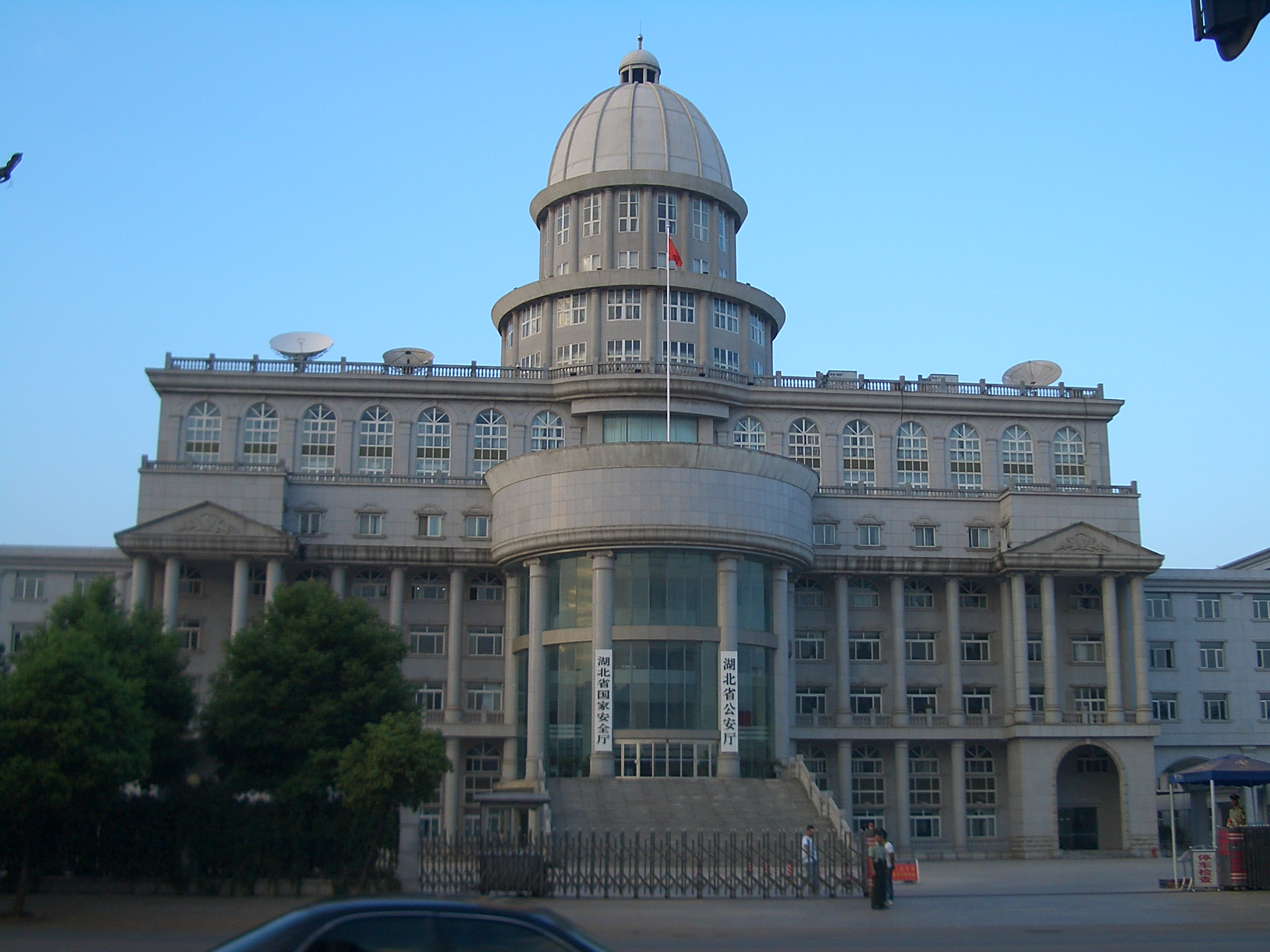
Управління МДБ і МОБ у провінції Хубей (м. Ухань)

Попередником міністерства було Шехуейбу — Головний орган розвідки КПК до її приходу до влади в 1949 році. Шехуейбу під час японо-китайської війни 1937–1945 рр. та громадянської війни в Китаї розташовувалося на головній базі КПК в Яньані, провінції Шеньсі, очолював його в 1938–1945 рр. Кан Шен. Шехуейбу було повністю реорганізовано влітку 1949 р., а після утворення КНР в жовтні 1949 р. деякі з його ключових співробітників були переведені на керівні посади в новому Міністерстві громадської безпеки Центрального народного уряду Китаю. Частина співробітників Шехуейбу була переведена на роботу в розвідувальні органи НВАК, а також в створений в 1955 р. при ЦК КПК новий орган «партійної розвідки» — Головне слідче управління.
Міністерство державної безпеки Китайської Народної Республіки було створено 6 червня 1983 р. і почало діяти 1 липня 1983 р. у наслідку поєднання Головного слідчого управління ЦК КПК і відділів контррозвідки Міністерства громадської безпеки. Головною метою його створення було прагнення керівництва КНР централізувати розвідувальні та контррозвідувальні функції, які виконували різні органи державної безпеки і прикордонної охорони.

## Завдання
- здійснення контррозвідувальних функцій на території країни, запобігання або припинення підривної діяльності іноземних спецслужб проти КНР;
- добування розвідувальної інформації, що стосується потенційних супротивників Китаю;
- добування іноземних передових технологій у всіх галузях, в тому числі військової і військово-технічної;
- забезпечення державних інтересів у зовнішній політиці, бізнесі та торгівлі;
- участь у боротьбі проти міжнародного тероризму, боротьба проти внутрішнього сепаратизму, релігійного екстремізму;
- контроль за групами китайських студентів і дисидентів, перебуваючими за кордоном КНР;
- участь в охороні державного кордону.

## Структура
- У структуру МДБ КНР нині входять 18 оперативних управлінь та допоміжні відділи й підрозділи:

1. 1-е управління — розвідка з території, вербування агентури з числа іноземців на території КНР
2. 2-е управління — політична розвідка
3. 3-е управління — науково-технічна та економічна розвідка
4. 4-е управління — оперативна робота на спірних територіях (о. Тайвань, Гонконг, Макао)
5. 5-е управління — аналітичне
6. 6-е управління — організація оперативної роботи територіальних УМДБ
7. 7-е управління — зовнішня контррозвідка
8. 8-е управління — контррозвідка на території КНР
9. 9-е управління — робота з антиурядовими терористичними організаціями та іноземним НКО на території КНР
10. 10-е управління — робота з еміграцією і антиурядовими організаціями за кордоном КНР
11. 11-е управління — архівне
12. 12-е управління — збір та соціологічний аналіз результатів опитувань громадської думки на території КНР
13. 13-е управління — ОТУ
14. 14-е управління — контроль за поштовими відправленнями та електронною поштою
15. 15-е управління — інформаційне
16. 16-е управління — РТР, космічна та фоторозвідка
17. 17-е управління — керівництво зовнішньоекономічними держпідприємствами (з 1999 р.)
18. 18-е управління — боротьба з тероризмом.

Інші функціональні відділи та управління МДБ КНР:

1. Управління координації роботи з ЦК КПК,
2. правове управління,
3. політичне управління,
4. відділ громадських зв'язків,
5. управління кадрів,
6. Управління дисциплінарного контролю,
7. Управління виправних установ,
8. партійна школа МДБ,
9. Приймальна МДБ,
10. Вища школа МДБ (навчальне управління),
11. слідче управління,
12. Планово-фінансове управління,
13. Управління матеріального забезпечення,
14. відділ охорони музейного комплексу «Заборонене місто» в м. Пекін.

Чисельність особового складу Міністерства державної безпеки КНР становить, за наявними даними, понад 350 000 чоловік. Служба у МДБ вважається в Китаї надзвичайно престижною.

Держпідприємства під управлінням 17-го управління МДБ КНР (з 1999 р.)

1. Готель «Янша» (м. Пекін),
2. Зовнішньоторговельне об'єднання «Far East Holding Group»,
3. Зовнішньоторговельне об'єднання «Жен Хуа»,
4. Зовнішньоторговельне об'єднання «Фучжоу Сіньді»,
5. Зовнішньоторговельне об'єднання «Сіамень»,
6. Зовнішньоторговельне представництво «Сишуанбаньна-Дайське АТ»,
7. Експортно-імпортна компанія «China Resources Exports»,
8. Експортно-імпортна компанія «Сінгуань» (м. Шеньянь),
9. Транспортна компанія «Тяньлунь» (м. Цзіньчжоу),
10. Фінансово-інвестиційна компанія «Фувей».
11. Інші державні зовнішньоторгівельні об'єднання і компанії.

НДІ МДБ КНР

1. Науково-дослідний інститут сучасних міжнародних відносин КНР,
2. Шанхайський науково-дослідний інститут міжнародних проблем.

Інші відомства в підпорядкуванні МДБ КНР

- Поліклініка для співробітників МДБ КНР.

## Керівники
| Керівники Міністерства державної безпеки КНР |             |          |
| Період                                       | Особа       | Примітки |
| 1983-1985 роки                               | Лін Юнь     |          |
| 1985-1998 рр.                                | Цзя Чуньван |          |
| 1998-2007 рр.                                | Сюй Юн'юе   |          |
| з 2007 р.                                    | Ген Хуейчан |          |